# Jerry Stackhouse
Pour les articles homonymes, voir Stackhouse.
Jerry Dernell Stackhouse (né le 5 novembre 1974 à Kinston, Caroline du Nord, États-Unis) est un joueur et entraîneur professionnel américain de basket-ball. Il est capable de jouer arrière tout comme ailier.

## Biographie

### Carrière universitaire
Stackhouse joue à l'université de Caroline du Nord à Chapel Hill puis se déclare candidat à la draft 1995, après son année de Sophomore, deuxième année d'université. Il est choisi au premier tour de cette draft par les 76ers de Philadelphie, en troisième position.

### Carrière NBA
Lors de sa première saison avec les 76ers de Philadelphie, Stackhouse mène son équipe avec une moyenne de 19,2 points par match et est nommé dans la NBA's All-Rookie Team (équipe-type rassemblant les meilleurs débutants). En 1996-1997, les Sixers sélectionnent Allen Iverson.
Au milieu de la saison 1997-1998, Stackhouse est envoyé chez les Pistons de Détroit, ainsi qu'Eric Montross en échange de Theo Ratliff, Aaron McKie et des arrangements pour l'avenir. Il tourne à 23,6 points par match durant sa deuxième saison complète aux Pistons (1999-2000). L'année suivante, il enregistre sa meilleure moyenne de points par match en carrière, avec 29,8 points. Dans un match de fin de saison régulière, Stackhouse explose et établit le record de la franchise et la meilleure performance de la saison face aux Bulls de Chicago avec 57 points.
Comme il a depuis le début de sa carrière des pourcentages de réussite au tir assez faibles, les fans l'ont surnommé Brickhouse (en argot anglais, brick désigne un tir complètement raté. Le mot a tout simplement été traduit par brique sur les parquets francophones).
Stackhouse livre ses derniers matchs pour les Pistons de Détroit lorsque l'équipe se fait éliminer au deuxième tour des playoffs 2002.
À la trêve estivale de 2002, Stackhouse est envoyé aux Wizards de Washington dans un échange impliquant six joueurs, et dont le principal objectif est d'amener Richard Hamilton au Palace of Auburn Hills des Pistons. Il est évident que les Pistons ont vu en Hamilton quelque chose qu'ils n'ont pas vu en Stackhouse, et que Hamilton est un renfort pour les Pistons dans leur course au titre.
Lors de sa première saison à Washington, Stackhouse mène son équipe en points et en passes, avec respectivement 21,5 et 4,5. Il manque la majorité de la saison 2003-2004 à soigner son genou droit, ne jouant qu'à 26 reprises sur toute la saison.
La trêve estivale de 2004 voit Stackhouse, Christian Laettner et le premier tour de draft des Wizards, être transférés chez les Mavericks de Dallas pour Antawn Jamison. Il rate 53 matchs lors de ses deux premières saisons avec les Mavericks à cause de problèmes à l'aine et d'une blessure récurrente au genou. Stackhouse est maintenant un joueur très important pour Dallas, jouant le rôle de sixième homme de luxe. Durant les playoffs de la saison NBA 2004-2005, Stackhouse commence à porter des collants durant les matches pour garder ses jambes au chaud, calmer sa douleur à l'aine et soutenir les muscles de ses cuisses. Cela devient rapidement une mode, Kobe Bryant, Dwyane Wade et LeBron James, entre autres, adoptant les collants dès la saison suivante. D'autre part, chose inhabituelle à ce niveau, il opte pour le port y compris en match de genouillères rotuliennes.
À la fin de la saison 2005-2006, Stackhouse est toujours un sixième homme de qualité pour les Mavs, et est un facteur déterminant des deux victoires initiales de Dallas face au Heat de Miami durant les Finales NBA 2006. Le Heat finit tout de même par l'emporter. Le 16 juin 2006, le vice-Président NBA des Opérations de Basket-ball, Stu Jackson annonce que Stackhouse est suspendu pour le cinquième match des finales pour avoir commis une faute flagrante sur Shaquille O'Neal. Jackson a trouvé la faute excessive et pense que cela mérite un match de suspension. Stackhouse devient le troisième Maverick à être suspendu pendant les playoffs de cette saison après la suspension de match de Jason Terry qui avait frappé Michael Finley et celle de DJ Mbenga, suspendu six matches pour être monté dans les gradins au cours du quatrième match de la finale de la Conférence Ouest.
En février 2008, il est échangé chez les Nets du New Jersey contre notamment Jason Kidd avant de repartir jouer aux Mavericks. À la mi-janvier 2010, il signe pour le reste de la saison avec les Bucks de Milwaukee.
En octobre 2010, alors âgé de 35 ans, il est transféré au Heat de Miami pour suppléer la longue indisponibilité de Mike Miller aux côtés notamment de LeBron James, Chris Bosh et de Dwyane Wade.
Mais, en novembre 2010, il est coupé après 7 rencontres, par Miami, afin de laisser une place à Erick Dampier.
Il s'engage avec les Hawks d'Atlanta pour la saison 2011-2012.
Le 11 juillet 2012, il signe un contrat d'une saison avec les Nets de Brooklyn pour le minimum vétéran soit environ 1,3 million de dollars.

### Carrière d'entraîneur
En 2012, alors qu'il est encore joueur, il déclare envisager entraîner une équipe après avoir mis un terme à sa carrière de joueur.
En juin 2014, il entraîne l'équipe nationale américaine des moins de 18 ans lors d'un tournoi à Trévise.
En 2019, Stackhouse est nommé entraîneur de l'équipe masculine des Commodores de Vanderbilt. Sous Stackhouse, les Commodores n'arrivent jamais à se qualifier pour le tournoi final NCAA et Stackhouse est démis de ses fonctions en mars 2024.
En 2024, Jerry Stackhouse est engagé comme entraîneur adjoint chez les Warriors de Golden State.

## Records personnels sur une rencontre de NBA
Les records personnels de Jerry Stackhouse, officiellement recensés par la NBA sont les suivants :
| Type statistique            | Saison régulière | Saison régulière         | Saison régulière | Playoffs | Playoffs                   | Playoffs      |
| Type statistique            | Record           | Adversaire               | Date             | Record   | Adversaire                 | Date          |
| --------------------------- | ---------------- | ------------------------ | ---------------- | -------- | -------------------------- | ------------- |
| Points en un match          | 57               | @ Bulls de Chicago       | 3 avril 2001     | 31       | Raptors de Toronto         | 24 avril 2002 |
| Paniers marqués en un match | 21               | @ Bulls de Chicago       | 3 avril 2001     | 11       | @ Suns de Phoenix          | 18 mai 2005   |
| Paniers tentés en un match  | 36               | @ Bulls de Chicago       | 3 avril 2001     | 22       | 3 fois                     |               |
| Paniers à 3 points réussis  | 6                | 4 fois                   |                  | 4        | 5 fois                     |               |
| Paniers à 3 points tentés   | 13               | Raptors de Toronto       | 11 avril 2001    | 9        | @ Warriors de Golden State | 3 mai 2007    |
| Lancers francs réussis      | 18               | 2 fois                   |                  | 11       | 4 fois                     |               |
| Lancers francs tentés       | 21               | @ Cavaliers de Cleveland | 25 janvier 2000  | 13       | 2 fois                     |               |
| Rebonds offensifs           | 6                | 4 fois                   |                  | 5        | Suns de Phoenix            | 13 mai 2005   |
| Rebonds défensifs           | 11               | Jazz de l'Utah           | 20 décembre 1995 | 9        | Celtics de Boston          | 5 mai 2002    |
| Rebonds totaux              | 15               | Jazz de l'Utah           | 20 décembre 1995 | 11       | Celtics de Boston          | 5 mai 2002    |
| Passes décisives            | 13               | Knicks de New York       | 13 décembre 2001 | 8        | Celtics de Boston          | 5 mai 2002    |
| Interceptions               | 7                | Wizards de Washington    | 14 janvier 2000  | 3        | @ Suns de Phoenix          | 3 juin 2006   |
| Contres                     | 5                | 3 fois                   |                  | 2        | Celtics de Boston          | 5 mai 2002    |
| Balles perdues              | 11               | @ Heat de Miami          | 5 mars 2001      | 5        | 4 fois                     |               |
| Minutes jouées              | 53               | @ Celtics de Boston      | 22 janvier 1997  | 42       | @ Heat de Miami            | 22 avril 2000 |

- Double-double : 27 (dont 1 en playoffs) (au 04/05/2013).
- Triple-double : 1

## Salaires
| Année       | Équipe                 | Salaire      |
| ----------- | ---------------------- | ------------ |
| 1995-1996   | Sixers de Philadelphie | 1 987 000 $  |
| 1996-1997   | Sixers de Philadelphie | 2 286 000 $  |
| 1997-1998   | Sixers de Philadelphie | 2 583 360 $  |
| 1998-1999   | Pistons de Détroit     | 3 887 000 $  |
| 1999-2000   | Pistons de Détroit     | 4 781 250 $  |
| 2000-2001   | Pistons de Détroit     | 5 310 000 $  |
| 2001-2002   | Pistons de Détroit     | 5 843 750 $  |
| 2002-2003   | Wizards de Washington  | 6 375 000 $  |
| 2003-2004   | Wizards de Washington  | 6 906 250 $  |
| 2004-2005   | Mavericks de Dallas    | 7 437 500 $  |
| 2005-2006   | Mavericks de Dallas    | 8 367 187 $  |
| 2006-2007   | Mavericks de Dallas    | 9 296 874 $  |
| 2007-2008   | Mavericks de Dallas    | 6 750 000 $  |
| 2008-2009   | Mavericks de Dallas    | 7 000 000 $  |
| 2009-2010   | Grizzlies de Memphis   | 2 000 000 $  |
| 2009-2010   | Bucks de Milwaukee     | 668 598 $    |
| 2010-2011   | Heat de Miami          | 222 712 $    |
| 2011-2012*  | Hawks d'Atlanta        | 1 352 181 $  |
| 2012-2013   | Nets de Brooklyn       | 1 352 181 $  |
| Total Gains |                        | 84 406 843 $ |

Note : * En 2011, le salaire moyen d'un joueur évoluant en NBA est de 5 150 000 $.

## Divers
- Stackhouse est aussi chanteur à ses heures et chantait régulièrement l'hymne national américain (écouté avant tous les matches) lors des matches à domicile des Bucks.
- Il apparaît dans plusieurs jeux vidéo : NBA Jam Extreme, NBA Hang Time, NBA Showtime: NBA and NBC et NBA Jam (2003).

## Palmarès
- MVP du McDonald's All-American en 1993
- Consensus first team All-American en 1995
- Sports Illustrated Player of the Year en 1995
- NBA All-Rookie First Team en 1996
- Joueur ayant réussis le plus de lancers-francs sur une saison en 2000 (618) et en 2001 (666).
- All-Star en 2000 et 2001.

## Anecdote
Stackhouse porte le numéro 42 en honneur de Jackie Robinson, premier joueur noir de la MLB.